# Anolis agassizi
Anolis agassizi este o specie de șopârle din genul Anolis, familia Polychrotidae, descrisă de Stejneger 1900. Conform Catalogue of Life specia Anolis agassizi nu are subspecii cunoscute.